# Peter Green
Peter Green, właśc. Peter Allen Greenbaum (ur. 29 października 1946 w Londynie, zm. 25 lipca 2020 w Canvey Island) – brytyjski gitarzysta pochodzenia żydowskiego, założyciel i lider grupy Fleetwood Mac. W Bluesbreakers Johna Mayalla zastąpił Erica Claptona.
Podczas grania w John Mayall & the Bluesbreakers poznał basistę Johna McVie i perkusistę Micka Fleetwooda, z którymi w 1967 roku opuścił zespół Johna Mayalla na rzecz założenia własnego zespołu Fleetwood Mac. Dołączył do nich gitarzysta Jeremy Spencer, a krótko po założeniu grupy również i basista Bob Brunning, który zastąpił Johna McVie.
Wraz z grupą Fleetwood Mac Green nagrał w 1968 roku utwór „Black Magic Woman”, który zyskał popularność w interpretacji Santany.
Nie radząc sobie z presją, którą przynosi sława, w 1969 roku zaczął mieć problemy z narkotykami i zdrowiem psychicznym, co zaowocowało napisaniem przez niego utworu „Oh Well”, w którym wyrzuca swoją złość. Latem 1970 odszedł z Fleetwood Mac i nagrał jeden solowy album. Po dziewięciu latach wrócił do nagrywania płytą „In the Skies” i regularnie wydawał następne do 1984.
W 1996 założył, wraz z Neilem Murrayem i Cozym Powellem, supergrupę Splinter Group, działającą do 2004 roku. Zespół wydał dwa albumy: akustyczny „Robert Johnson Songbook” z 1998 oraz elektryczny „Clown” z 2001.
W 2003 został sklasyfikowany na 38. miejscu listy 100 najlepszych gitarzystów wszech czasów magazynu „Rolling Stone”.

## Wybrana dyskografia
ze Splinter Group
- Robert Johnson Songbook (1998)
- Clown (2001)

albumy solowe
- The End of the Game (1970)
- In the Skies (1979)
- Little Dreamer (1980)
- Whatcha Gonna Do? (1981)
- White Sky (1982)
- Kolors (1983)
- A Case for the Blues (1984)

z Fleetwood Mac
- Fleetwood Mac (1968)
- Mr. Wonderful (1968)
- English Rose (1969)
- Then Play On (1969)